# Opération Cedar Falls
Guerre du Viêt Nam
Batailles
L’opération Cedar Falls est une opération militaire de type Recherche et destruction des forces américaines qui s'est déroulée du 8 au 28 janvier 1967 lors de la guerre du Viêt Nam. Elle rencontra un succès mitigé. L'opération entraîna le déplacement des populations civiles du district de Cu Chi, la destruction de leurs habitations ainsi que la défoliation de régions entières.
Cedar Falls fut à cette époque la plus grande opération terrestre des Américains lors de la guerre du Viêt Nam.

## Objectifs de l'opération

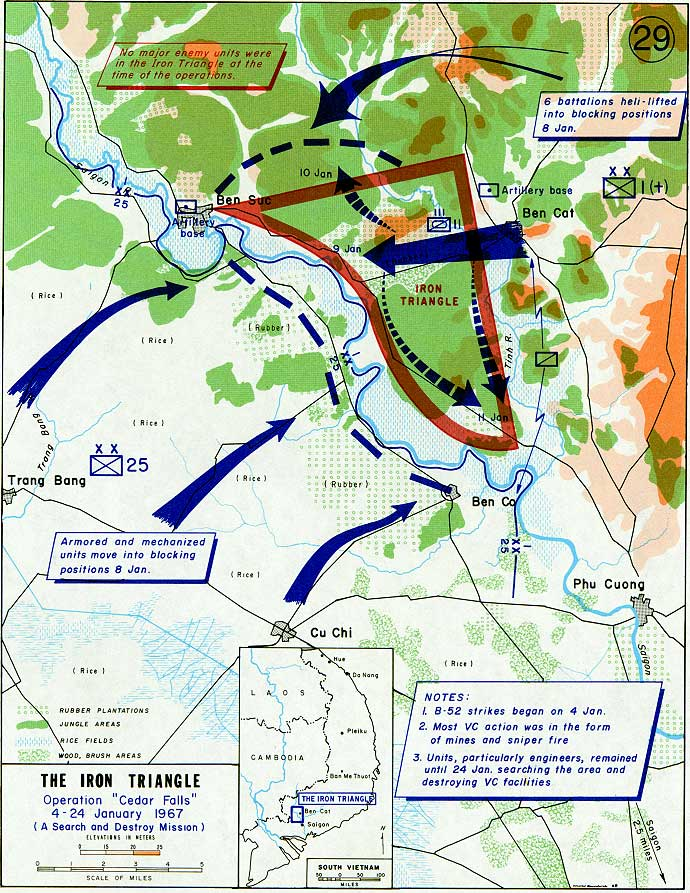
Plan des opérations.

Elle avait pour objectif de prendre le contrôle du Iron Triangle (« Triangle de Fer »), une région sous le contrôle du Viêt Cong située près de Saigon.

## Moyens mis en œuvre
En tout, elle a impliqué la mobilisation de 30 000 hommes (1re et 25e division divisions de l'armée de terre des États-Unis, la 196e brigade d'infanterie, la 173e brigade aéroportée ainsi que le 11e régiment de cavalerie blindée) et nécessité quatre mois de préparation. Le Viêt Cong, cependant, construit un système complexe de tunnels souterrains près de la frontière du Cambodge afin de se soustraire à cette importante force militaire.
Néanmoins, les forces américano-sud-vietnamiennes ont découvert et détruit certains de ces complexes ainsi que des stocks importants de fournitures de la guérilla Viêt Cong. Au cours de l'opération, les « rats des tunnels » s'infiltrèrent dans les tunnels souterrains afin d'en déloger les occupants.

## Bilan de l'opération
La plupart des officiers supérieurs américains impliqués dans la planification et l'exécution de l'opération, l'ont évaluée comme étant un succès. La plupart des journalistes et des historiens militaires, cependant, brossent un tableau plus sombre et affirment au contraire que Cedar Falls n'avait pas atteint son objectif principal et que le traitement dur de la population civile était à la fois moralement discutable ainsi que préjudiciable à l'effort américain de gagner les cœurs et les esprits vietnamiens.
72 soldats américains furent tués et 337 autres blessés. Les pertes de l'ARVN s'élevaient quant à elles à 11 tués et blessés tandis que les sources américaines comptabilisèrent environ 750 tués et 250 capturés du côté du Viêt Cong. La stratégie américaine dans le conflit fut revue par l'État-major après cette opération.